# Джино Сантерколе

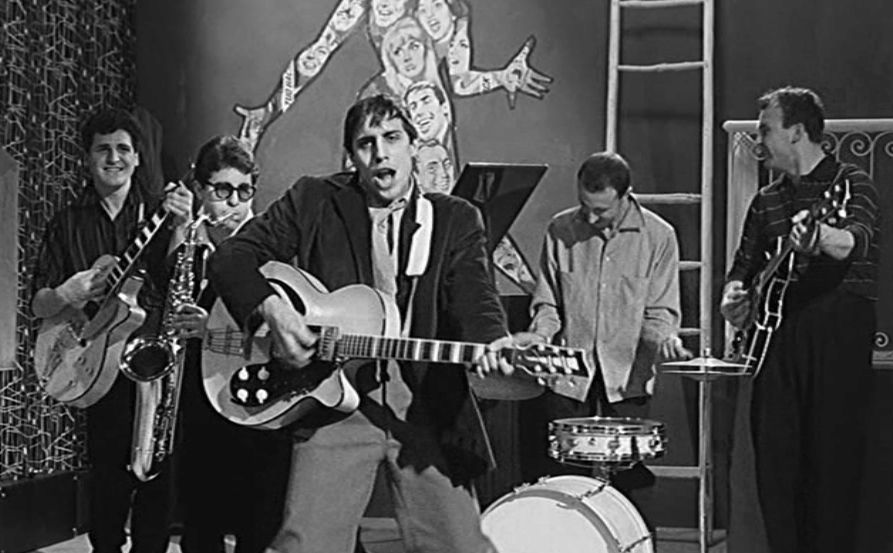
Джино Сантерколе (ліворуч з гітарою) виступає з гуртом «I Ribelli» і Адріано Челентано (1961)

Джино Сантерколе (італ. Gino Santercole; 21 листопада 1940, Мілан — 8 червня 2018, Рим) — італійський співак, композитор, гітарист і актор. Племінник Адріано Челентано та учасник його студії «Clan Celentano». Сантерколе написав музику до таких знаменитих пісень, які увійшли в історію італійської музики, як «Una carzza in un fugno», «Svalutation», «Extrawardly», «Un bimbo sul leone» й багатьох інших. 

## Життя та творчість

### Початок
Джино Сантерколе походив з родини звичайних робітників, які переїхали з Апулії до Мілану. Сантерколе є племінником співака та кіноактора Адріано Челентано, попри те, що він молодше свого дядька лише на два роки. Мати Джино — Роза, була старшою сестрою Адріано.
Багато у чому Сантерколе має схожу біографію з Челентано. Джино, так само як і Адріано, виріс в Мілані, на Вулиці імені Глюка, яка пізніше була оспівана Челентано та стала знаменитою. Втративши батька в дитинстві, Джино провів кілька років у школі-інтернаті, через що змалку був змушений почати працювати, як і Адріано, — годинникарем. Так само, як і Адріано, він пристрасно захопився рок-н-ролом, і протягом невеликої кількості вільного часу самостійно вчився грати на гітарі.
Його музичні починання пов'язані з творчою діяльністю його дядька: коли Челентано сформував рок-гурт «Rock Boys», він незабаром приєднався до його складу замість музиканта Іко Черутті.

### I Ribelli
Після розпаду гурту «Rock Boys», з частини його складу у 1959 році було створено новий гурт — «I Ribelli», який, окрім акомпанування Адріано Челентано й іншим співакам, таким як Клем Сакко і Рікі Джанко, розпочав сольну кар'єру. Сантерколе протягом кількох років був гітаристом «I Ribelli».
Разом з іншими музикантами, такими як Дон Бакі, Лоренцо Пілат і Рікі Джанко, Джино став одним з соратників Челентано у створенні його власної студії звукозапису «Clan Celentano».
У 1964 році Сантерколе дебютував як сольний співак, випустивши платівку з піснями з «Attaccata al cielo»/«Se vorrai», запис, який залишився непоміченим; після останнього запису у складі гурту (пісні «Chi sarà la ragazza del Clan?»/«Quella donna», метою яких була розкрутка популярності співачки Мілени Канту, тодішньої дівчини Челентано), Сантерколе залишає «I Ribelli» і продовжує записуватися наодинці.
Успіх до Сантерколе прийшов спочатку з випуском пісні «Silver Star», опублікованої в грудні 1964 року, яка отримала хороший відгук у публіки в перші місяці 1965 року, а потім з випуском «This old crazy world»: ця пісня є кавером до композиції «Eve of Destruction» Баррі Макгвайєра, з нею Джино взяв участь в пісенному конкурсі «Кантаджіро» 1967 року; ця ж версія була записана у 1984 році Адріано Челентано (і повторно виконувалася ним з Лучано Ліґабуе у першому епізоді його авторської телепрограми «Francamente me ne infischio» 1999 року).
Також у 1964 році Джино записав кавер до пісні Джонні Кеша «Busted», написану, у свою чергу, Харланом Ховардом у 1962 році, під назвою «I'm a failure» і опублікованої на EP, записаному з Челентано і Доном Бакі. Цю пісню також повторно випустив Челентано в альбомі «I miei americani» 1984 року.
У 1966 році Сантерколе брав участь у фестивалі в Сан-Ремо, виконуючи разом з Челентано автобіографічну пісню «Il ragazzo della via Gluck», разом з Іко Черутті і Лоренцо Пілатом, у складі «Тріо з Клану» («Trio del Clan»): проте воно незабаром було скасоване.
Наступного року Джино брав участь в Цюріхському фестивалі з піснею «La lotta dell'amore».

### Композитор і актор

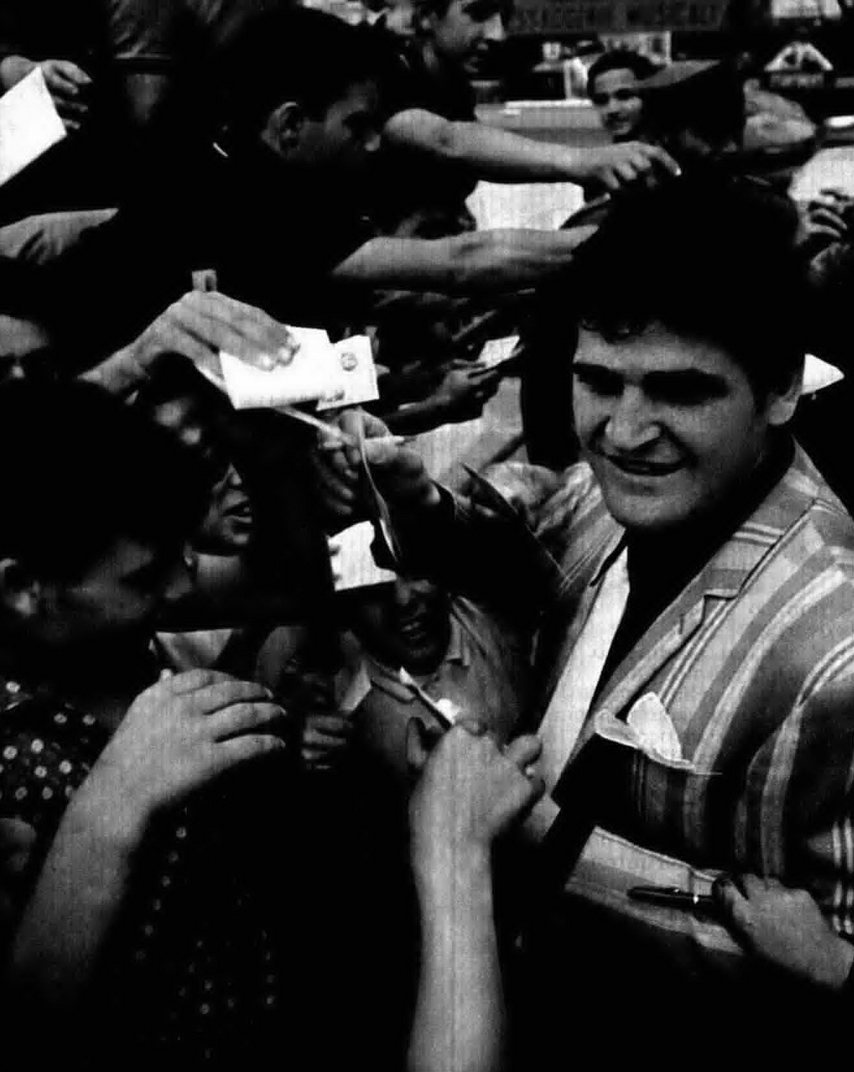
Джино Сантерколе на фестивалі «Кантаджіро» (1967)

Сантерколе написав деякі з найвідоміших і найвизначніших пісень італійської музики, деякі з них мали великий успіх. Його першою піснею, що мала помітний успіх — стала «Una carzza in un fugno», яка, з часом, потрапила до числа тих творів італійської поп-музики, які завжди користувалися популярністю, не піддаючись впливу часу, Челентано неодноразово виконував її у своїх телевізійних програмах. 1992 року Сантерколе і пародист Фіорело створили кавер до «Una carzza in un fugno», який увійшов до альбому останнього — «Nuovamente falsa».
Іншими успішними піснями стали — «Svalutation», яка являла собою рок з електрогітарою, що увійшла до однойменного альбому Челентано 1976 року (альбом також містив й інші пісні Джино, такі як, «La barca» і «La camera 21»); «Un bimbo sul leone», яку він спочатку написав для Міни, автором тексту був Лучано Беретта).
Сантерколе також складав саундтреки, які часто входили до репертуару Челентано: серед яких особливо успішним став «Such a cold night tonight», пісня потрапила у фільм і альбом з однаковими назвами «Yuppi du». Хороші відгуки також отримав його саундтрек до фільму «Особливі прикмети: Чарівний красень» (1983).
Окрім музичної діяльності, Сантерколе, часто разом з Челентано, знімався і в кіно. Його акторська кар'єра почалася з участі у кількох музичних фільмах, першому режисерському дебюті Челентано (фільм «Суперпограбування в Мілані») та картини «Серафіно» (режисер П'єтро Джермі) 1968 року. Однак він не відмовився від кар'єри співака і брав участь у музичному фестивалі «Un disco per l'estate» 1970 року, виконавши пісню «Il re di fantasia».
За свою акторську кар'єру Сантерколе працював з такими режисерами, як П'єтро Джермі, Діно Різі, Джуліано Монтальдо, Луїджі Коменчіні, Лучано Сальче, Маріо Монічеллі й іншими, гравши як головні, так і другорядні ролі.

### Погіршення відносин з Челентано

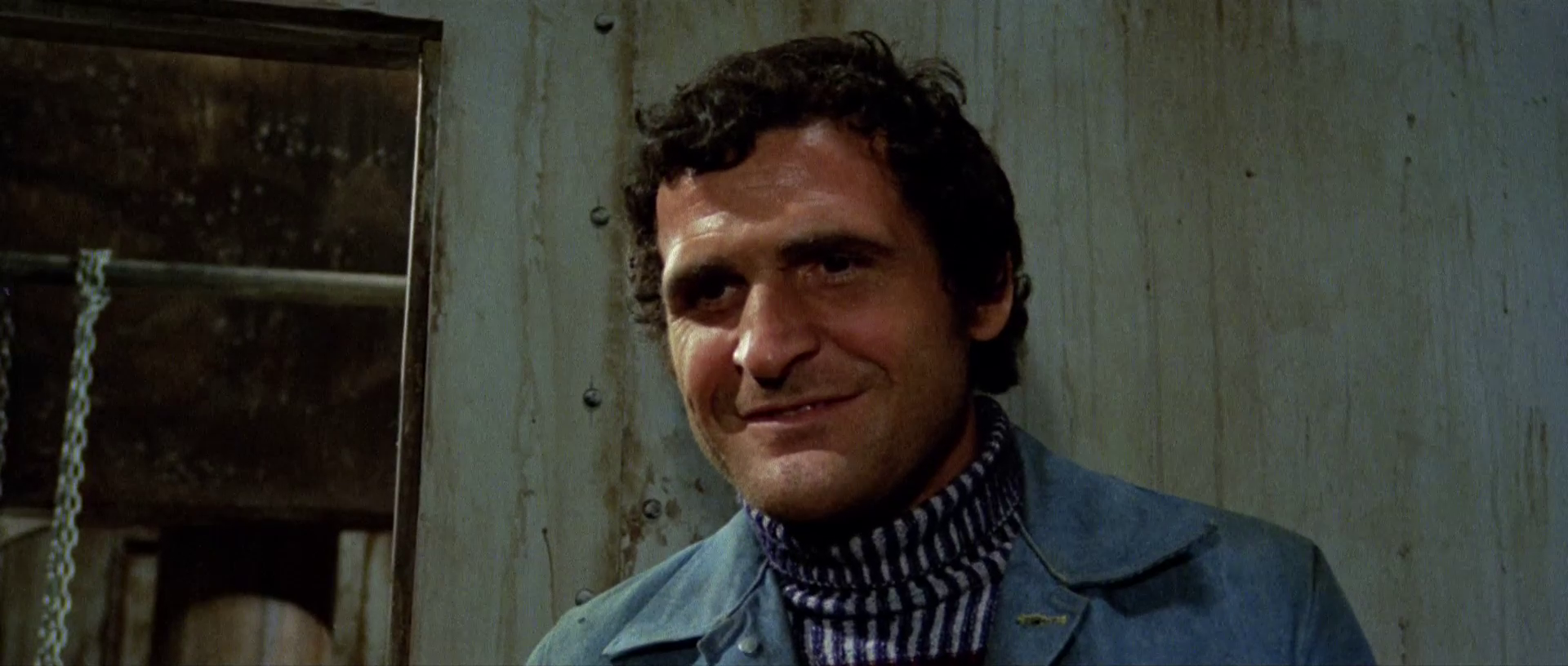
Джино Сантерколе у фільмі «Мілан ненавидить: поліція не може стріляти» (1974)

У 1964 році Челентано кинув Мілену Канту й одружився з акторкою та співачкою Клаудії Морі, після чого Сантерколе закохався і одружився з сестрою Морі, Анною Мороні. Анна народила двох дітей. У другій половині 1970-х років між Сантерколе і Челентано відбулося погіршення відносин через розпад шлюбу Джино і Анни. В пресі писалося, що Клаудія і Джино ненавидять одне одного, виникли сімейні суперечки, у яких Челентано прийняв сторону своєї дружини і відмовився від спілкування з племінником. І хоча Сантерколе продовжував писати музику для Челентано, наприклад у альбомі «Atmosfera», відносини між ними були досить прохолодними. Потім Джино знову одружився, завів дітей та відкрив ресторан в Римі. Сантерколе багато років страждав депресією через розрив з Челентано, через що, у 1981 році він, спільно з Доном Бакі, написав пісню «Я спалю тебе, Адріано» («Adriano t'incendierò»), яка стала сенсацією і шокувала публіку, тому що вважалась образливою для Челентано. Пісня вийшла окремою платівкою і посідала високі позиції в італійських чартах. Позаяк ця пісня була виконана родичем, Челентано спочатку не відреагував на її вихід, але у 1987 році запросив Джино на свою телепрограму «Fantastico» виконати її.

### Повернення на телебачення і примирення з Челентано
У 1999 році Сантерколе брав участь в реалізації нового альбому співака Піо Треббі «L'ultimo del clan», співака-учасника студії «Clan Celentano», який переживав період фінансової скрути: разом вони написали однойменну пісню «L'ultimo del clan». Щоб допомогти своєму другові, Сантерколе зв'язався з Челентано, який вирішив дозволити їм взяти участь в епізоді свого телешоу «Francamente me ne infischio». Подія ознаменувала мир між Сантерколе і Челентано, після розбіжностей в минулому.
22 січня 2007 року Джино погодився взяти участь у заході в місті Варезе, присвяченному 50-річчю італійського рок-н-ролу, разом з такими виконавцями, як Гвідоне, «I Ribelli», Брунетта, Гіго Агосто й іншими. У вересні 2008 року він був гостем на Венеційському кінофестивалі з Адріано Челентано на прем'єрі ремастованого випуску фільму «Yuppi Du». У червні 2009 року Сантерколе став учасником телепередачі Марко Джусті «Stracult» на каналі Rai 2, продюсуючи комічний скетч із Стефано Сарчінеллі і Ніколою Вічідоміні.
13 квітня 2010 року вийшов новий альбом Сантерколе «Nobody is alone» під лейблом «Sony Music», до якоко він написав повністю музику, автором текстів був Міммо Політано. Після ще чотирьох років мовчання, у 2014 році він випустив альбом «Voglio essere me».

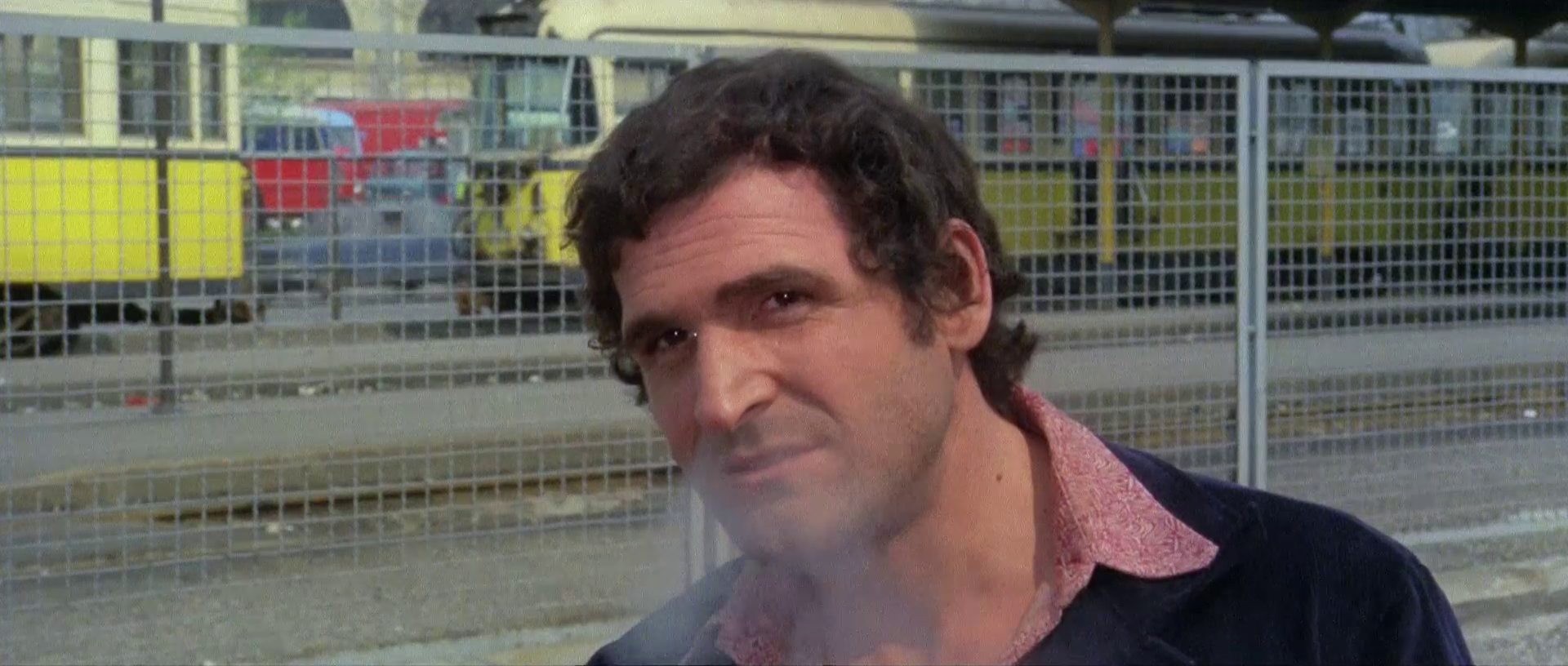
Джино Сантерколе у фільмі «Мілан ненавидить: поліція не може стріляти» (1974)

У період з грудня 2017 року по лютий 2018 року, прийнявши запрошення від пісняра і продюсера Альберто Дзепп'єрі, Сантерколе записав альбом своєї раніше неопублікованої музики в «Accademia Studio» у Вероні, яка багато років зберігалася у його архівах. Позаяк у Сантерколе була лише музика, Дзепп'єрі написав до неї тексти. Після виходу синглу «Certi Giorni», натхненного Джо Кокером, альбом «Non sono Celentano! Voglio essere me» вийшов у квітні 2018 року в усьому світі на лейблі «Plaza Mayor Company» (Лондон/Гонконг), який через місяць також випустив його на LP.
8 червня 2018 року Джино Сантерколе помер від серцевого нападу у віці 77 років у своєму будинку в Римі. За повідомленням італійського фан-клубу Челентано «ACfans», Адріано не з'явився на похоронах свого племінника, приславши лише поховальний вінок, можливо, через те, що він мешкав в іншому місті — Гальб'яте.

## Дискографія зI Ribelli
LP (45)
- 1960: Ribelli in blues/La camicia blu — (Italdisc, IR 69)
- 1961: Enrico VIII/200 all'ora — (Celson, QB 8031)
- 1962: La cavalcata/Serenata a Valle Chiara — (Clan Celentano, ACC 24002)
- 1963: Alle nove al bar/Danny boy — (Clan Celentano/I Ribelli, R 6000; Il lato B è accreditato a Natale Befanino e I Ribelli)
- 1964: Chi sarà la ragazza del Clan?/Quella donna — (Clan Celentano/I Ribelli, R 6002)

## Сольна дискографія
| Альбом - 2000: Gino Santercole (Azzurra, серія Yesterdays, TBP 1525; перезапис з новими аранжуваннями найкращих хітів) - 2010: Nessuno è solo (Sony Music) - 2014: Voglio essere me (Sony Music) - 2018: Non sono Celentano! Voglio essere me (Plaza Mayor Company) Збірки - 1985: Gino Santercole (CGD, LSM-1118) — серія musicA - 1998: Gino Santercole — Il meglio (D.V. More Record) Спільні платівки - 1965: Ciao ragazzi/Chi ce l'ha con me/Sono un fallito/Voglio dormir — (Ciao! Ragazzi, ACC-SP-25002; з Адріано Челентано і Доном Бакі) - 1999: L'ultimo del clan (D.V. More Record, 6415; з Піо Треббі) | LP (45) - 1964: Attaccata al soffitto/Se vorrai — (Clan Celentano, ACC 24017) - 1964: Stella d'argento/Senza scarpe — (Clan Celentano, ACC 24020) - 1965: Oh Rose' Rosetta/Signore e signori — (Clan Celentano, ACC 24025) - 1966: Questo vecchio pazzo mondo/Il nostro tempo — (Clan Celentano, ACC 24042) - 1967: La lotta dell'amore/L'anima — (Clan Celentano, ACC 24056) - 1968: Jane e John/Come è bello il giorno — (Clan Celentano, ACC 24076) - 1969: Povero Gino/Barbara — (Clan Celentano, BF 69024) - 1970: Il re di fantasia/Com'è triste la notte — (Clan Celentano, BF 69045) - 1975: Such a cold night tonight/La ballata — (Clan Celentano, CLN 3040) - 1978: Giovanna/Uacci-du amor — (Valiant, ZBV 7087) - 1980: Cambiare per cambiare, no!/Ancora noi — (Lupus, LUN 4909; з Мелу Валенте) - 1981: Adriano t'incendierò/È l'amore — (Ciliegia Bianca, CB-85; з Аннамарією Валенте) - 1982: L'Amore Non È Blu/Cavomba — (DailyMusic, DLM-31014; з Мелу Валенте) - 2010: Nessuno è solo — (Sony) |

## Саундтреки
- 1983: Segni particolari: bellissimo до фільму Кастеллано і Піполо
- 1985: Joan Lui — Ma un giorno nel paese arrivo io di lunedì до фільму Адріано Челентано

## Основні пісні, написані Джино Сантерколе
| Рік  | Назва                   | Автор тексту                                         | Автор музики     | Виконавець        |
| ---- | ----------------------- | ---------------------------------------------------- | ---------------- | ----------------- |
| 1964 | È inutile davvero       | Мікі Дель Прете і Могол                              | Джино Сантерколе | Адріано Челентано |
| 1965 | Due tipi come noi       | Мікі Дель Прете і Лучано Беретта                     | Джино Сантерколе | Адріано Челентано |
| 1968 | Una carezza in un pugno | Мікі Дель Прете і Лучано Беретта                     | Джино Сантерколе | Адріано Челентано |
| 1968 | Un bimbo sul leone      | Мікі Дель Прете і Лучано Беретта                     | Джино Сантерколе | Адріано Челентано |
| 1968 | La lotta dell'amore     | Мікі Дель Прете і Лучано Беретта                     | Джино Сантерколе | Адріано Челентано |
| 1968 | La tana del re          | Мікі Дель Прете і Лучано Беретта                     | Джино Сантерколе | Адріано Челентано |
| 1968 | Il grande Sarto         | Мікі Дель Прете і Лучано Беретта                     | Джино Сантерколе | Адріано Челентано |
| 1968 | Il filo di Arianna      | Мікі Дель Прете і Лучано Беретта                     | Джино Сантерколе | Адріано Челентано |
| 1968 | Miseria nera            | Мікі Дель Прете і Лучано Беретта                     | Джино Сантерколе | Адріано Челентано |
| 1968 | Come farai              | Віто Паллавічіні                                     | Джино Сантерколе | Адріано Челентано |
| 1969 | Straordinariamente      | Лучано Беретта                                       | Джино Сантерколе | Адріано Челентано |
| 1969 | La pelle                | Мікі Дель Прете і Лучано Беретта                     | Джино Сантерколе | Адріано Челентано |
| 1970 | Il forestiero           | Мікі Дель Прете і Лучано Беретта                     | Джино Сантерколе | Адріано Челентано |
| 1970 | Brutta                  | Мікі Дель Прете і Лучано Беретта                     | Джино Сантерколе | Адріано Челентано |
| 1976 | Svalutation             | Віто Паллавічіні, Адріано Челентано і Лучано Беретта | Джино Сантерколе | Адріано Челентано |
| 1999 | L'ultimo del Clan       | Піо                                                  | Джино Сантерколе | Піо               |

## Фільмографія
- Я цілую… ти цілуєш, режисер П'єро Вівареллі (1961)
- Клеопацца, режисер Карло Московіні (1964)
- Суперпограбування в Мілані, режисер Адріано Челентано (1964)
- Червоні троянди для фюрера, режисер Фернандо Ді Лео (1968)
- Серафіно, режисер П'єтро Джермі (1968)
- Комісар Пепе, режисер Етторе Скола (1969)
- Дитинство, покликання та перший досвід Джакомо Казанови, венеційця, режисер Луїджі Коменчіні (1969)
- Нормальний молодий чоловік, режисер Діно Різі (1969)
- Історія кохання і кинджала, режисер Серджо Корбуччі (1971)
- Профспілковий діяч, режисер Лучано Сальче (1972)
- Злочин Маттеотті, режисер Флорестано Ванчіні (1973)
- Вони називали їх трьома мушкетерами ... але їх було четверо, режисер Сільвіо Амадіо (1973)
- Любов така тендітна, така жорстока, режисер Лерос Піттоні (1973)
- Нічийні діти, режисер Бруно Габурро (1974)
- Секс на голові, режисер Серджо Аммірата (1974)
- Мілан ненавидить: поліція не може стріляти, режисер Умберто Ленці (1974)
- Юппі-Ду, режисер Адріано Челентано (1975)
- Любов означає ревнощі, режисер Мауро Северіно (1975)
- Губи похмуро-синього кольору, режисер Джуліо Петроні (1975)
- Аньєзе йде помирати, режисер Джуліано Монтальдо (1976)
- Безумство Джеппо, режисер Адріано Челентано (1978)
- Я подорожую з Анітою, режисер Маріо Монічеллі (1979)
- Оксамитові ручки, режисери Кастеллано і Піполо (1979)
- Перемикач, режисер Джузеппе Колідзі (1979)
- СуперЕнді — потворний брат Супермена, режисер Паоло Б'янкіні (1979)
- Парфумерія та іграшки, режисер Анджело Йаконо (1979)
- Я фотогенічний, режисер Діно Різі (1980)
- Марко Поло — теле-міні-серіал, режисер Джуліано Монтальдо, 2 епізоди (1982)
- Раллі — теле-міні-серіал (1988)
- Янгол-хранитель — телесеріал, 1 епізод (2001)
- Право на захист — телесеріал, 1 епізод (2004)